# Johann Carl Friedrich Kleemann
Johann Karl Friedrich Kleemann, modernisiert Johann Carl Friedrich Kleemann, (* 20. August 1761 in Wiedigshof bei Walkenried; † 9. Januar 1832 in Bernburg) war ein anhalt-bernburgischer Geheimer Kammerrat.

## Leben
Er war der Sohn des Walkenrieder Oberamtmanns Johann Friedrich Kleemann und Enkel von Johann August Kleemann (1693–1756), der das Kloster Walkenried als Oberamtmann gepachtet hatte.  Seine Mutter stammte aus Salza bei Nordhausen und hieß Marie Christine geborene Nebelung (1736–1826). Die Eltern lebten auf dem Wiedigshof bei Walkenried, wo er auch zur Welt kam. Der Bergrat Johann August Friedrich Kleemann am Oberbergamt in Rothenburg (Saale) und des schwarzburg-sonrdershausenscher Amts- und Kommissionsrat sowie Landrentmeister (1759–1805) war sein älterer Bruder.
Nach dem Schulbesuch schlug Kleemann eine höhere Beamtenlaufbahn im Dienst der Herzogs von Anhalt-Bernburg ein und trat in der Residenzstadt Bernburg seinen Dienst als fürstlicher Rat an. Später stieg er zum Geheimen Kammerrat auf. Seine Korrespondenz u. a. mit dem Herzog Alexius Friedrich Christian von Anhalt-Bernburg wird heute im Landesarchiv Sachsen-Anhalt in Dessau-Roßlau verwaltet.
Sein Vater hinterließ ihm und seinen Geschwistern nach dem Tod 1788 ein beträchtliches Vermögen, darunter eine Tonne Gold.
Kleemann hatte väterlicherseits Ansprüche auf das Schloss Vockstedt bei Artern geerbt. Tatsächlich gelang es der Familie im Jahre 1804, einen Anteil an besagtem Burggut zu erwerben.

## Familie
Zu seinen Kindern zählte u. a. Auguste Kleemann (* 9. Januar 1796 in Bernburg; † 21. September 1867 in Ebeleben), die ihren Cousin heiratete.